# 케빈 미니
케빈 미니(Kevin Meaney, 1956년 4월 23일 ~ 2016년 10월 21일)는 미국의 희극 배우, 연극 배우, 텔레비전 배우, 성우이다.
화이트플레인스에서 태어났다.

## 방송
- 심술 고양이 가필드

## 영화
- 블러드 랜섬 (2014년)
- 셧 업 앤 키스 미! (2004년)
- 브레이브 리틀 토스터 투 더 레스큐 (1997년)
- 펄프 픽션 또 다른 이야기 (1997년)
- 더 데일리 쇼 위드 존 스튜어트 (1996년) - 게스트 역
- 새터데이 나잇 라이브 (1975년)